# 朗根河 (安珀河支流)
48°27′18″N 11°51′26″E / 48.45493°N 11.85734°E

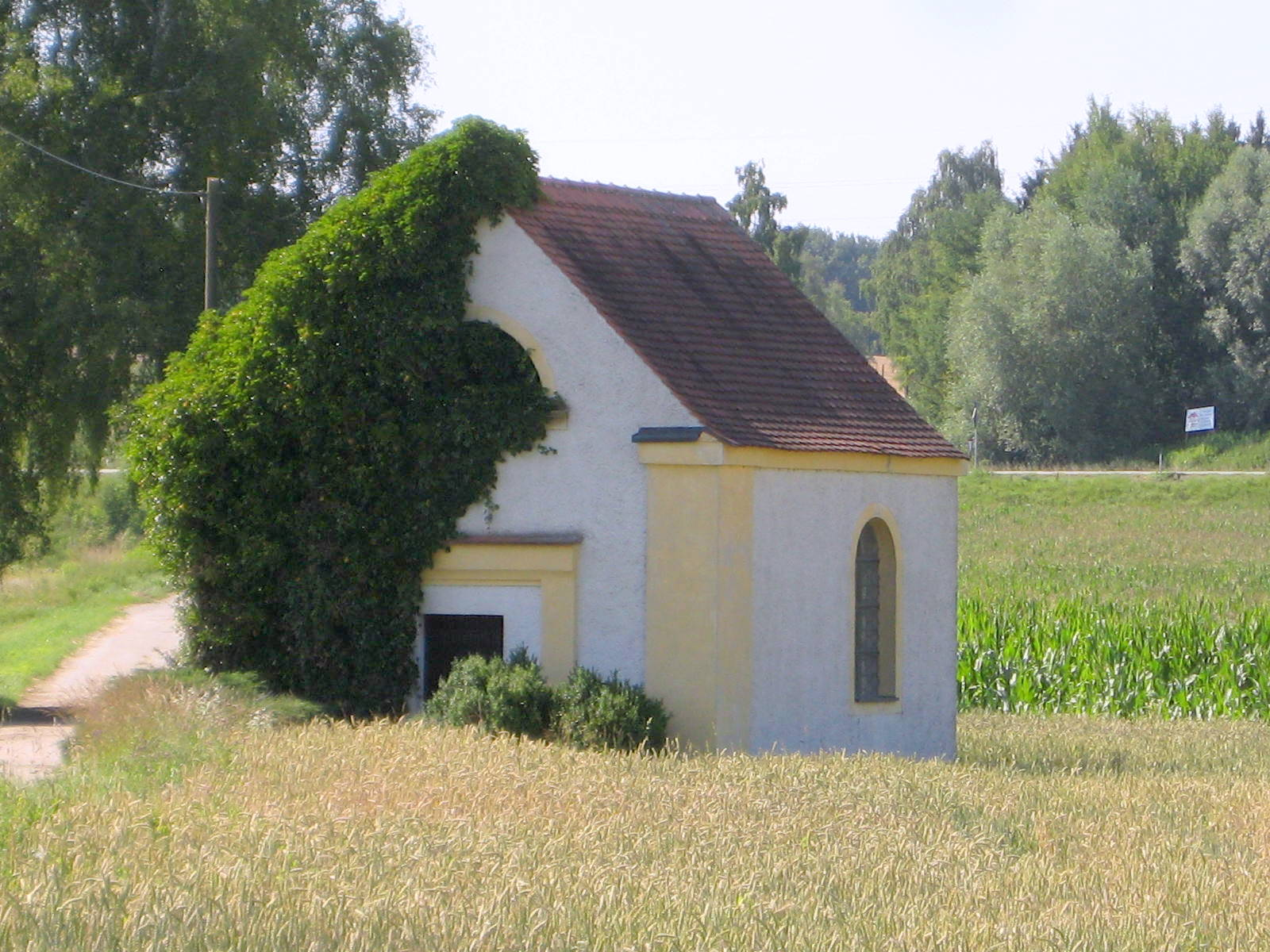

朗根河（德語：Langenbach，發音：[ˈlaŋənˌbax])）是德國巴伐利亞州的河流，位於該國東南部，屬於安珀河的支流，河道全長4.4公里，流域面積11平方公里，流經弗賴辛縣。